# Diplazium sodiroanum
Diplazium sodiroanum là một loài thực vật có mạch trong họ Woodsiaceae. Loài này được C. Chr. miêu tả khoa học đầu tiên năm 1913.